# Климанов, Владимир (футболист)
Владимир Климанов (род. 1 мая 1973, Гиссар) — таджикистанский футболист, защитник и полузащитник.

## Биография
Владимир Климанов родился 1 мая 1973 года в городе Гиссар.
Играл в футбол на позициях защитника и полузащитника.
В 1994 году выступал в чемпионате Таджикистана за «Шодмон» из Гиссара, в 1995 году — за «Регар-ТадАЗ» из Турсун-Заде. В 1996 году провёл 24 матча за душанбинское «Динамо», забил 2 мяча и завоевал золотую медаль.
В 1996 году провёл 2 матча за сборную Таджикистана, мячей не забивал. Дебютным стал поединок отборочного турнира Кубка Азии 8 мая в Душанбе против сборной Узбекистана (4:0), который он отыграл полностью.

## Достижения

### Командные
«Динамо» (Душанбе)
- Чемпион Таджикистана (1): 1996.